# 余天锡
余天锡（？—1241年）。字纯父，号畏斋，甬东（今浙江定海）人，南宋大臣。弟余天任，兵部尚书。

## 早年
祖籍庆元府鄞县，余天锡祖父余涤，曾任昌國縣學教諭，與鹽監史浩為友，後來史浩為相，聘余涤擔任家庭塾師，余天锡随祖父讀書。宋寧宗嘉定初年，史浩三子史彌遠拜相，又聘天锡為家塾師。

## 參予擁立宋理宗
宋寧宗因八子皆幼年夭折，故立其堂姪沂王趙竑為太子，沂王王位懸空，寧宗命史彌遠找尋品行端正的宗室繼承沂王王位，而史彌遠將此任務交了余天錫。余天錫回鄉應考科舉，途經紹興遇着大雨，在全保長家中避雨，於是認識了趙與莒、趙與芮兄弟。余天錫知他們為趙氏宗族，也覺得兄弟二人行為得體，認為是合適人選繼承沂王，故向史彌遠推薦。史彌遠接兩兄弟往臨安親自考量，也認為兄長趙與莒為繼承沂王的合適人選，故於嘉定十四年（1221年）將趙與莒選入宮內，賜名貴誠，繼承沂王王位。太子趙竑一向不滿史彌遠專權，聲言繼位後立即要貶抑史彌遠，史彌遠決心另立新君。嘉定十七年(1224年)，宋寧宗駕崩，史彌遠聯同楊皇后假傳寧宗遺詔，廢太子趙竑為濟王，立沂王趙貴誠為新帝，是為宋理宗。
趙竑被廢後，被貶到霅川。寶慶元年（1225年），霅川人潘壬、潘甫、潘丙兄弟發動政變，立竑為帝。竑不從，以州兵討捕潘壬等，事平。史彌遠以謀反罪，遣余天錫將趙竑賜死，趙竑自縊，史稱“霅川之變”。

## 仕途
南宋嘉定十六年（1223年），进士及第，任宰相府的幕僚。宝庆元年（1225年），授官起居郎。历仕临安(今浙江杭州)知府、婺州(今浙江金华)知府、宁国知府、福州知府。
后先后担任吏部侍郎、户部侍郎和户部尚书、吏部尚书。嘉熙二年(1238年)，拜为端明殿学士，“同签书枢密院事”。嘉熙三年(1239年)，拜为参知政事兼同知枢密院。嘉熙四年，授资政殿学士，拜为吏部尚书。淳佑元年（1241年）十二月，卒。贈太師。谥忠惠。

## 逸事
曾创建虹桥书院，广招贫寒子弟入学读书。
与弟余天任建有大余桥、小余桥。